# Тетраселенид трицерия
Тетраселенид трицерия — бинарное неорганическое соединение
селена и церия
с формулой Ce3Se4,
чёрные кристаллы.

## Получение
- Сплавление стехиометрических количеств чистых веществ:

{\displaystyle {\mathsf {4Se+3Ce\ {\xrightarrow {1800^{o}C}}\ Ce_{3}Se_{4}}}}

## Физические свойства
Тетраселенид трицерия образует чёрные кристаллы
кубической сингонии, пространственная группа I 43d, параметры ячейки a = 0,8973 нм, Z = 4,
структура типа тетрафосфида тритория Th3P4
.
Соединение конгруэнтно плавится при температуре 1800°C.
Соединение имеет широкую область гомогенности в которую попадает соединение состава Ce2Se3.